# مقاصد بی‌رحمانه ۳
«مقاصد بی‌رحمانه ۳» (انگلیسی: Cruel Intentions 3) فیلمی در ژانر درام به کارگردانی اسکات زیل است که در سال ۲۰۰۴ منتشر شد.

## بازیگران
- کر اسمیت
- کریستینا آناپاو
- تام پارکر
- تام پارکر
- ویلیام گرگوری لی
- چارلی وبر